# Vielfarbiges Aguti
Das Vielfarbige Aguti (Dasyprocta variegata) ist eine Art der Agutis. Es lebt im westlichen Amazonasbecken im zentralen und östlichen Peru sowie im Westen Brasiliens und im Norden Boliviens. Der Artstatus ist teilweise umstritten, teilweise werden die Tiere auch als Unterart des Mittelamerikanischen Agutis (D. punctata) eingeordnet.

## Merkmale
Das Vielfarbige Aguti erreicht eine Kopf-Rumpf-Länge von etwa 44,5 bis 54,0 Zentimetern bei einem Gewicht von 3,0 bis 5,2 Kilogramm. Die Ohrlänge beträgt 41 bis 45 Millimeter, die Hinterfußlänge 94 bis 120 Millimeter und die Schwanzlänge 11 bis 38 Millimeter. Die Art ist innerhalb der Gattung vergleichsweise klein, aber kompakt und kräftig gebaut. Die Färbung ist variabel, der Rücken kann sandgelb, braun oder orange mit schwarzer oder brauner Einwaschung sein, wodurch es auf Entfernung betrachtet dunkel mit hellem gelblich-braunen Schimmer erscheint. Der Kopf ist in der Regel schwarz und die Rückenlinie ist deutlich durch einen dunklen Streifen markiert. Die Füße sind dunkelbraun oder heller orangebraun. Das Kinn, die Kehle und der mittlere Bauchbereich sind meistens weiß. Innerhalb des Verbreitungsgebiets sind die Tiere blasser vom Norden zum Süden und mehr orangefarben vom Osten nach Westen.

## Verbreitung

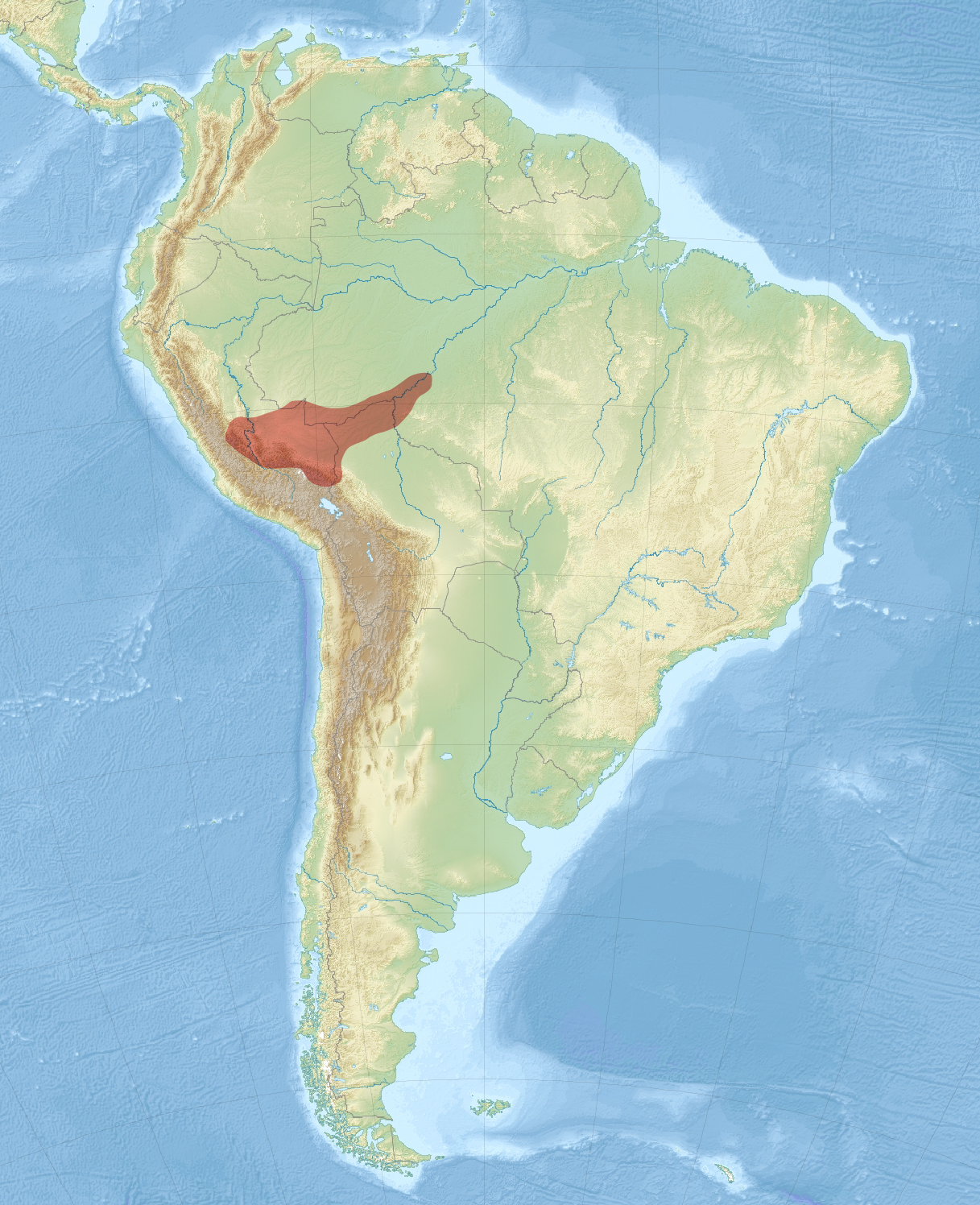
Verbreitungsgebiet des Vielfarbigen Agutis

Das Verbreitungsgebiet des Vielfarbigen Agutis reicht vom zentralen und östlichen Peru im Bereich der Region Junín bis zum Rio Purus und dem Rio Madeira im Westen Brasiliens und in die Departamentos Pando und Beni in Bolivien.

## Lebensweise
Das Vielfarbige Aguti lebt in den feuchten Regenwaldgebieten im westlichen Amazonasgebiet, wobei es sowohl im Primär- wie auch im Sekundärwald sowie in Plantagen und Gärten anzutreffen ist. Besonders häufig ist es dabei in den Wäldern des Terra Firme mit Beständen des Paranussbaumes (Bertholletia excelsa) und Astrocaryum- und Attalea-Palmen.
Über die Fortpflanzung der Tiere liegen keine Informationen vor. Sie sind vor allem tagaktiv, wobei einige Aktivitäten wie vor allem die Nahrungssuche bis in die Dämmerung andauern. Nachts schlafen sie in hohlen Bäumen oder unter Vegetation. Sie bevorzugen vor allem Habitate mit dichtem Unterwuchs, insbesondere im Bereich von umgefallenen Baumstämmen. Bei Gefahr fliehen sie in das Unterholz, dabei stampfen sie mit den Beinen auf und stoßen Alarmrufe in Form von kehligem Bellen und Grunzlauten aus.
Wie andere Arten der Gattung sind sie herbivor und ernähren sich vor allem von Früchten, Samen und Nüssen. Eine besondere Bedeutung haben die Tiere als Samenverteiler und damit als Unterstützer zur Verbreitung dieser Regenwaldbäume.

## Systematik
Das Vielfarbige Aguti wird als eigenständige Art innerhalb der Gattung der Agutis (Dasyprocta) eingeordnet, die aus mehr als zehn anerkannten Arten besteht. Die wissenschaftliche Erstbeschreibung der Art stammt von dem Zoologen Johann Jakob von Tschudi aus dem Jahr 1845, der sie von „der Gränze der obern Wald- und Cejaregion bis zu 6000’ ü.M.“ aus der Chanchamayo-Region in Junín in Peru beschrieb. Die Tiere wurden teilweise als Unterart zum Mittelamerikanischen Aguti (D. punctata) betrachtet, so auch in Wilson & Reeder 2005.
Innerhalb der Art werden keine Unterarten unterschieden.

## Status, Bedrohung und Schutz
Das Vielfarbige Aguti wird aufgrund der fehlenden Informationen von der International Union for Conservation of Nature and Natural Resources (IUCN) bislang nicht in eine Gefährdungskategorie eingeordnet, sondern als „data deficient“ gelistet. Die IUCN übernahm allerdings die Einordnung als eigenständige Art.

## Belege
1. 1 2 3 4 5 6 7 8  Brown Agouti. In: J. A. Gilbert, T.E. Lacher jr: Family Dasyproctidae (Agoutis and Acouchys) In: Don E. Wilson, T.E. Lacher, Jr., Russell A. Mittermeier (Hrsg.): Handbook of the Mammals of the World: Lagomorphs and Rodents 1. (HMW, Band 6) Lynx Edicions, Barcelona 2016, S. 459–460, ISBN 978-84-941892-3-4.
2. ↑  Dasyprocta punctata variegata. In: Don E. Wilson, DeeAnn M. Reeder (Hrsg.): Mammal Species of the World. A taxonomic and geographic Reference. 2 Bände. 3. Auflage. Johns Hopkins University Press, Baltimore MD 2005, ISBN 0-8018-8221-4.
3. ↑  Dasyprocta variegata in der Roten Liste gefährdeter Arten der IUCN 2022. Eingestellt von: N. Roach, L. Naylor, 2016. Abgerufen am 2. Januar 2023.